# ShareTheMusic
 (mars 2010).
Si vous disposez d'ouvrages ou d'articles de référence ou si vous connaissez des sites web de qualité traitant du thème abordé ici, merci de compléter l'article en donnant les références utiles à sa vérifiabilité et en les liant à la section « Notes et références ».
ShareTheMusic est une plateforme internet, gratuite et légale d'échange de musique, appartenant à « Desh Sp. z o.o ». Elle a été mise en marche mondialement le 26 octobre 2009. En décembre 2009 ShareTheMusic.com a été admis à Microsoft BizSpark (un programme global, pour le démarrage de projets d'entreprises privées).
À l'origine de la création du site était l'idée de donner la possibilité d'écouter la musique à tous les utilisateurs d'Internet, sans avoir égard à la position géographique: sans frais, en respectant les droits d'auteurs.
Pour la première fois un site d'échange de musique a exploité le mécanisme « One-2-One » Streaming, qui permet à l'expéditeur de mettre la musique à disposition à la fois à un seul destinataire. ShareTheMusic s'interpose entre les utilisateurs, contrairement aux autres sites, il ne stocke pas et ne distribue pas de fichiers.  
Selon la page d'accueil, 47 000 chansons en décembre 2009.

## Légalité
ShareTheMusic s'interpose entre les utilisateurs du site, qui souhaitent échanger entre eux la musique – à travers la mise à disposition de la musique aux autres Internautes.
À l'aide de l'application, crée spécialement pour ce site par la société Hicron, les personnes qui possèdent une œuvre de musique donnée sur le disque dur peuvent l'envoyer au moment donné seulement à un seul destinataire à la fois et l'œuvre de musique ne peut pas être multipliée par l'enregistrement sur le disque dur d'un autre utilisateur – de cette façon les droits des auteurs, des interprètes et de producteurs sont respectés. 

## Contenu

### Page
Le site ShareTheMusic est gratuit et global. Depuis le jour de sa mise en marche le site est accessible en 8 versions linguistiques (en anglais, espagnol, portugais, français, allemand, italien, néerlandais ainsi qu'en polonais).
Sur ses pages le site rend accessible un navigateur pour la recherche des œuvres de musique ainsi qu'un Randomizer.
Le navigateur permet de retrouver un utilisateur du site ou d'un groupe, ainsi que l'œuvre de musique, l'album ou artiste au choix (d'un catalogue contenant presque 13 millions de positions). Après la recherche d'un artiste on peut également vérifier sur son profil la liste des artistes rattachés: jouant un style de musique proche, imitateurs ou les inspirateurs de la création. 
Le randomizer est une station radio multivoie, à profil étroit, ou ce sont les utilisateurs qui constituent les expéditeurs. Chaque voie du randomizer est constituée d'une liste des œuvres de musique rattachées entre eux en fonction du thème, mis à disposition sur le site. Les œuvres du catalogue de la voie choisie sont jouées aléatoirement dans le  player sans ingérence de l'auditeur. Le randomizer, comme tout le site ShareTheMusic, fonctionne selon le principe one-2-one streaming. 

### Communauté
ShareTheMusic contient un département de communauté musicale, sur lequel les utilisateurs peuvent créer leurs propres profils, communiquer réciproquement, créer des groupes thématiques et échanger les informations sur la musique – en influençant directement le contenu du site. 
Au moment de la création du profil l'utilisateur reçoit la possibilité de communiquer librement avec d'autres membres de la communauté – à l'aide de la boite mail ou des commentaires. Les fonctions comme les playlists (chaque utilisateur peut les créer) et l'indication des œuvres en tant que favoris et Impopulaires permet de présenter aux autres vos gouts musicaux. Chaque utilisateur du site peut créer un groupe au choix (publique ou privé) et ajouter des thèmes sur le forum du site. Les utilisateurs sont eux-mêmes des Modérateurs de la discussion – ce sont eux seuls qui choisissent les sujets. 

### Applications
Le partage de la musique et l'écoute des œuvres sont réalisées à l'aide des applications fournies par ShareTheMusic.
Le player ShareTheMusic sert à la reproduction des fichiers audio, comme : mp3, wma, wav, la création et la reproduction des playlists. Avec le ShareTheMusic Player Vous pouvez reproduire les fichiers musicaux mis à disposition sur le site ShareTheMusic et mettre cette musique à la disposition des autres utilisateurs du site. ShareTheMusic Player reproduit les voies musicales du randomizer. Le player permet aussi de connaitre les nouvelles œuvres à l'aide de l'affichage de la liste des artistes Rattachés avec l'artiste actuellement reproduit – cette fonction est accessible dans le player dans le signet REL (related).  
ShareTheMusic Ripper est un logiciel qui sert à l'enregistrement de la musique des disques CD-Audio en forme des fichiers mp3. Intégré avec la base CDDB Ripper il reconnaît automatiquement les titres des œuvres enregistrées.